# Bruno Viana
Bruno Viana Willemen da Silva, noto semplicemente come Bruno Viana (Macaé, 5 febbraio 1995), è un calciatore brasiliano, difensore del Coritiba.

## Carriera
Cresciuto nel settore giovanile del Cruzeiro, ha esordito in prima squadra il 10 marzo 2016, nella partita di campionato vinta per 2-1 contro l'Atlético Paranaense.
Il 31 agosto si trasferisce, per due milioni di euro, all'Olympiacos. Dopo aver conquistato il campionato con la squadra ateniese, il 7 luglio 2017 passa in prestito con diritto di riscatto al Braga. Il 14 marzo 2018 viene acquistato a titolo definitivo dal club portoghese, con cui firma un quinquennale.

## Statistiche

### Presenze e reti nei club
Statistiche aggiornate al 30 giugno 2025.
| Stagione        | Squadra          | Campionato      | Campionato | Campionato | Coppe nazionali | Coppe nazionali | Coppe nazionali | Coppe continentali | Coppe continentali | Coppe continentali | Altre coppe | Altre coppe | Altre coppe | Totale | Totale |
| Stagione        | Squadra          | Comp            | Pres       | Reti       | Comp            | Pres            | Reti            | Comp               | Pres               | Reti               | Comp        | Pres        | Reti        | Pres   | Reti   |
| --------------- | ---------------- | --------------- | ---------- | ---------- | --------------- | --------------- | --------------- | ------------------ | ------------------ | ------------------ | ----------- | ----------- | ----------- | ------ | ------ |
| 2016            | Cruzeiro         | M1/MG+A         | 2+13       | 0          | CB              | 4               | 0               | -                  | -                  | -                  | PL          | 1           | 0           | 20     | 0      |
| 2016-2017       | Olympiacos       | SL              | 17         | 1          | CG              | 3               | 0               | UEL                | 3                  | 0                  | -           | -           | -           | 23     | 1      |
| 2017-2018       | Braga            | PL              | 26         | 4          | TdP+TdL         | 0+3             | 1               | UEL                | 5                  | 0                  | -           | -           | -           | 34     | 5      |
| 2018-2019       | Braga            | PL              | 32         | 0          | TdP+TdL         | 5+4             | 0               | UEL                | 2                  | 0                  | -           | -           | -           | 43     | 0      |
| 2019-2020       | Braga            | PL              | 29         | 0          | TdP+TdL         | 2+5             | 0               | UEL                | 12                 | 1                  | -           | -           | -           | 48     | 1      |
| 2020-feb. 2021  | Braga            | PL              | 13         | 2          | TdP+TdL         | 2+1             | 0               | UEL                | 6                  | 0                  | -           | -           | -           | 22     | 2      |
| Totale Braga    | Totale Braga     | Totale Braga    | 100        | 6          |                 | 22              | 1               |                    | 25                 | 1                  |             | -           | -           | 71     | 5      |
| 2021            | Flamengo         | A/RJ+A          | 9+18       | 0          | CB              | 3               | 0               | CL                 | 8                  | 0                  | SB          | 0           | 0           | 38     | 0      |
| feb.-mar. 2022  | Chimki           | PL              | 2          | 0          | CR              | 0               | 0               |                    | -                  | -                  |             | -           | -           | 2      | 0      |
| 2022            | Wuhan Changjiang | CSL             | 22         | 4          | CC              | 0               | 0               |                    | -                  | -                  |             | -           | -           | 22     | 4      |
| gen.-set. 2023  | Coritiba         | A1/PR+A         | 5+10       | 0          | CB              | 4               | 0               |                    | -                  | -                  |             | -           | -           | 19     | 0      |
| 2023-2024       | Al-Hazem         | SPL             | 28         | 2          | KC              | 2               | 0               |                    | -                  | -                  |             | -           | -           | 30     | 2      |
| 2024-2025       | Gaziantep        | SL              | 28         | 0          | TK              | 2               | 0               | -                  | -                  | -                  | -           | -           | -           | 30     | 0      |
| Totale carriera | Totale carriera  | Totale carriera | 254        | 13         |                 | 40              | 1               |                    | 36                 | 1                  |             | 1           | 0           | 331    | 15     |

## Palmarès

### Club

#### Competizioni nazionali
- Campionato greco: 1

Olympiakos: 2016-2017
- Coppa di Lega portoghese: 1

Braga: 2019-2020
- Supercoppa del Brasile: 1

Flamengo: 2021

#### Competizioni statali
- Campionato Carioca: 1

Flamengo: 2021